# Athesinus Consort Berlin
Das Athesinus Consort ist ein in Berlin beheimatetes, professionelles Vokalensemble, das als Doppelquartett mit solistischer Präsenz agiert. Die Mitglieder des Consorts sind Konzertsängerinnen und -sänger, die auch im Collegium Vocale Gent, dem SWR Vokalensemble, bei Vox Luminis und dem RIAS-Kammerchor sowie auf der Bühne des Deutschen Theaters Berlin, bei Sasha Waltz & Guests und anderen tätig sind. Der künstlerische Leiter des Ensembles ist Klaus-Martin Bresgott.
Der Name des Ensembles leitet sich von dem aus Südtirol stammenden Komponisten Leonhard Lechner (1553–1606) ab, der sich seinerzeit auch Leonhard Lechner Athesinus (Etschländer als Synonym für Südtiroler) nannte.
Musikalische Schwerpunkte setzt das Athesinus Consort sowohl im Bereich der Alten Musik, insbesondere bei den Komponisten Mittel- und Süddeutschlands, als auch in der Musik des 20. und 21. Jahrhunderts, unter anderem mit regelmäßigen Aufführungen von Frank Schwemmer, Thomas Jennefelt und anderen.
Das Männerquartett des Athesinus Consorts pflegt das Repertoire der Romantik und Vertonungen der klassischen Moderne.
Das Athesinus Consort orientiert sich programmatisch an einer thematischen Textauswahl, die mit einer Gegenüberstellung verschiedener Bearbeitungen aus verschiedenen Jahrhunderten vorgestellt wird. Dabei werden alternative Konzertformen, bestimmt durch die Zusammenarbeit mit anderen Kunstformen wie Pantomime, Tanz und Perkussion genutzt.
Die CD Samuel Scheidt – Cantiones Sacrae (2018) wurde mit dem Choc de Classica ausgezeichnet, die CD 432 (2021) stand auf der Longlist zum Preis der Deutschen Schallplattenkritik.

## CD-Veröffentlichungen
- O Heiland, reiss die Himmel auf. Vergessene Strophen der Weihnacht von Johann Walter, Michael Praetorius, Heinrich Schütz, Johann Sebastian Bach, Heinrich Kaminski, Hugo Distler, Gustav Schreck, Johannes Petzold, Frank Schwemmer, mit Michael Metzler (Perkussion) u. a. Leitung Klaus-Martin Bresgott, 2010 (edition chrismon).
- Schläft ein Lied in allen Dingen. Romantische Vertonungen von Eichendorff, Hölderlin, Rilke von Hensel, Reger, Jennefelt, Genzmer, Lauridsen, Schwemmer, mit Lilienfelder Cantorei Berlin u. a. Leitung Klaus-Martin Bresgott, 2011 (edition chrismon).
- Signale. Ermutigungen zur Freiheit. Werke von Kuhnau, Praetorius, Schütz, Bach, Kaminski, Schöne, mit Gerhard Schöne, Pascal von Wroblewsky, Uwe Steinmetz, Michael Metzler u. a. Leitung Klaus-Martin Bresgott, 2011 (edition chrismon).
- Boten. Deutsche Komponisten der Reformation. Werke von Walter, Schein, Schütz, Pachelbel, Bach, Hiller, Bruch, Pepping, Distler, Schwemmer, mit Kilian Nauhaus u. a. Leitung Klaus-Martin Bresgott, 2011 (edition chrismon).
- Choral:Gut! - die schönsten Lieder des Gesangbuchs. „Die güldene Sonne“, „Wer nur den lieben Gott lässt walten“, „Nun danket alle Gott“, „Der Mond ist aufgegangen“ und andere in Sätzen von Schütz, Pachelbel, Bach, Mendelssohn Bartholdy, Mauersberger, Distler, Steinmetz, Kunkel, Stickan u. a., mit Lilienfelder Cantorei Berlin. Leitung Klaus-Martin Bresgott, 2012 (edition chrismon).
- Mein süße Freud auf Erden. Sacred Choral Music. Werke von Leonhard Lechner. Leitung Klaus-Martin Bresgott, 2013 (Carus Verlag Stuttgart).
- Weihnachts-Liederreise. Werke zur Weihnacht für die ganze Familie, mit Instrumentalensemble. Leitung Klaus-Martin Bresgott, 2013 (edition chrismon).
- Perlmuttfalter. Contemporary Choral Music. Werke von Frank Schwemmer. Leitung Klaus-Martin Bresgott, 2014 (Carus Verlag Stuttgart).
- Hugo Distler – Die Weihnachtsgeschichte sowie Motetten zu Advent und Weihnachten. Leitung Klaus-Martin Bresgott, 2015 (Carus Verlag Stuttgart).
- Weihnachtslieder aus aller Welt – Christmas Carols of the World. Leitung Klaus-Martin Bresgott, 2015 (Carus Verlag Stuttgart).
- Luthers Lieder. Alle 35 Luther-Lieder erstmals auf einer Doppel-CD. Mit Kammerchor Stuttgart, Leitung Frieder Bernius, Sophie Harmsen, Matthias Ank, Leitung Klaus-Martin Bresgott, 2016 (Carus Verlag Stuttgart).
- Samuel Scheidt – Cantiones Sacrae, Motetten sowie Frank Schwemmer – Die Stimme meines Freundes. Leitung Klaus-Martin Bresgott, 2018 (Carus Verlag Stuttgart).
- 432. Werke von Jakob Arcadelt, Francisco Guerrero, Henry Purcell, Johann Sebastian Bach, Erik Satie, Tom Waits und anderen mit Gerhard Schöne, Pascal von Wroblewsky, Uwe Steinmetz und Ulrich Noethen. Leitung Klaus-Martin Bresgott, 2021 (Koproduktion Deutschlandfunk Kultur und Felicitas Records Berlin).
- Choral:Gut. 500 Jahre evangelischer Choral. Doppel-CD mit Werken von Johann Georg Ahle, Hans Leo Haßler, Melchior Vulpius, Johann Sebastian Bach, Max Bruch, Engelbert Humperdinck und anderen mit Carsten Gerlitz, Uwe Steinmetz und Simon Borutzki. Leitung Klaus-Martin Bresgott, 2024 (Koproduktion Deutschlandfunk Kultur und Felicitas Records Berlin).